# Осока побережна
Осока побережна (Carex riparia) — вид рослин родини осокові (Cyperaceae), поширений у пн.-зх. Африці, Європі й зх. Азії.

## Опис

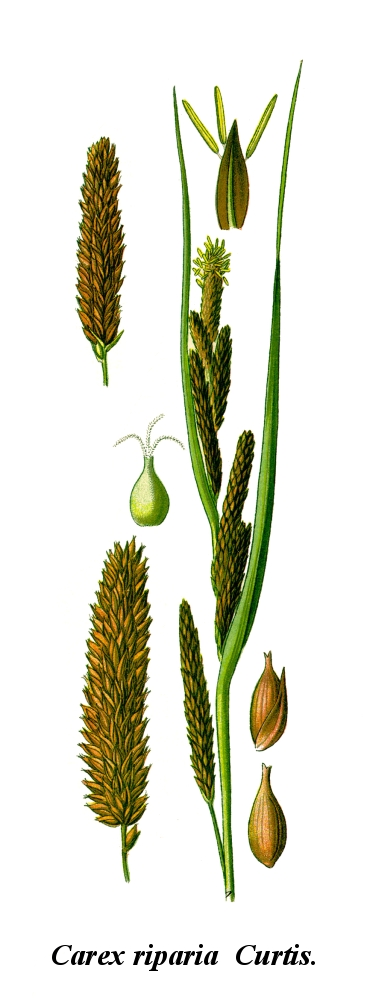

Багаторічна трав'яниста рослина 60–120 см заввишки. Листові пластинки 5–15 мм шириною. Нижні лускоподібні листки на пагонах нечисленні, що не сітчато-волокнисті або з одиничними комірками. Піхви серединних листків комірчасті від безлічі випнутих (особливо при висиханні) поперечних жилок. Жіночі колоски 4–6 см завдовжки, ≈1 см шириною. Мішечки двоопуклі, довгасто-яйцеподібні, 5–6 мм довжиною, зі слабко випнутими жилками, поступово переходять в гострий 2-зубчастий носик.

## Поширення
Поширений у пн.-зх. Африці, Європі, зх. Азії.
В Україні вид зростає на низинних трав'яних болотах, заболочених рідкостійних дрібнолистих лісах, на берегах водойм — на всій території звичайний (крім Карпат та гірського Криму), на півдні Степу зрідка.